# 証券保管振替制度
証券保管振替制度（しょうけんほかんふりかえせいど）とは、有価証券の所有権を帳簿上の記帳によって行う制度である。現物はカストディアンが保管し、証券集中保管機関（CSD）で記帳・管理等を行う。

## 概要
歴史上、ハードカレンシーの占有移転を省く手形交換制度や銀行間取引の延長に設計された制度である。
日本の不十分な財閥解体は、旧財閥による法人資本主義を許し、株式の持ち合いで証券市場の拡大が妨げられてきた。こうした弊害が資本の自由化により解消されてくると、証券市場は自律的に合理性を追求するようになった。
現実の引渡しを省く証券保管振替制度により、顧客は、株券の現物を所持することなく、売買に伴う証券の受渡しを行うことができ、また、配当金の受け取りなどの権利行使を行うことができる。取引の活発化によって、膨大な量に及ぶ証券の保管と受渡しを、簡易化・円滑化することを目的とする制度である。この制度の進展により、株券等のペーパーレス化を行うことも可能になった。債券は2006年（平成18年）1月10日から「一般債振替制度」が電子化を開始した。株式は、「株式等の取引に係る決済の合理化を図るための社債等の振替に関する法律等の一部を改正する法律」の施行に伴い、2009年（平成21年）1月5日に「株式等振替制度」が電子化を実施した。こうして日本銀行は上場投資信託を購入するようになった。
以下では廃止された「株券等の保管及び振替に関する法律（振替法）」を中心として、日本旧来の制度を説明する。

## 保管振替制度
保管振替制度は、1972年来の株券振替決済制度を土台としている。
東京証券取引所の株券振替決済制度は次のようなものであった。証券会社が、日本証券決済株式会社（日証決、東証の全額出資会社）にそれぞれ、口座開設、株券寄託、記帳替え、これら三つを担当させた。この口座は証券会社のそれであり、顧客の口座は証券会社で記帳された。国際投信といった「外人買い」の注目された時代は資本の自由化も進行して、株券振替決済制度は決意と進化を促された。日証決の預かった株券は、決算期末等に配当金の支払や議決権の行使がなされるたび、証券会社に全て返されていた。この手間をやむなくさせていたのは次の事情による。まず寄託株券を日証決名義に変えても株主権を変わらず保護できるような法技術がなかった。そして発行会社との折り合いもつかなかった。
そこで1984年振替法が制定された。この法律は証券取引と株主管理の双方にまたがる（証取法、商法の特別法）。有価証券の合理化制度は一般に振替決済制度と呼ばれてきたが、振替法にもとづくものは特別に保管振替制度という。振替法により、主務大臣（大蔵大臣・法務大臣）が証券保管振替機構（ほふり）という財団を日証決に相当する「保管振替機関」に指定した。振替法と「ほふり」は、大量取引を常とする機関投資家にとり、東京オフショア市場の金融インフラとして必要であった。
1991年、東証上場全銘柄が口座振替の対象となった。翌年4月には大阪証券取引所上場全銘柄が対象となった。1992年4月には銀行以外の金融機関も参加者となった。7月には名古屋証券取引所上場全銘柄が対象となった。10月、店頭ふくむ全銘柄が対象となった。2000年現在、この制度は合理性に疑問符がついており、株主の権利行使も関係して、証券の発行会社は参加の是非を自決できる（申請による参加）。保管振替制度に参加しない上場銘柄の取引は、東証の場合、株券振替制度で行われた。なお、保管振替制度は上場外国株式にも適用できることになっていたが、当時は対象銘柄でなかったので、東証では上場外国株券を日本に持ち込まず、当該国に設けられている証券集中保管機関に日証決名義で預託しておき、売買取引の決済や配当金の支払等の権利処理を東証の定める振替決済制度で行うことにしていた。2005年4月末現在、証券保管振替機構は全ての公開会社の同意を得ており、同機構には日本の発行済株式のうち70%以上の株券が、保管されていた。

## 振替法
株券等の保管及び振替に関する法律（かぶけんとうのほかんおよびふりかえにかんするほうりつ、昭和59年法律第30号）とは、株券等（株券、投資信託証券、社債券など）の有価証券の証券保管振替制度に関して定めた、廃止済みの日本の法律である。現在は、社債等の振替に関する法律（現 社債、株式等の振替に関する法律）の成立、全面施行により廃止されている。

### 株券等（2条1項）
保管振替制度の対象となる株券等の有価証券は以下。
一 株券、新株引受権証書、新株予約権証券及び新株予約権付社債券
二 投資信託及び投資法人に関する法律 （昭和二十六年法律第百九十八号。以下「投資信託法」という。）に規定する投資証券
三 協同組織金融機関の優先出資に関する法律 （平成五年法律第四十四号。以下「優先出資法」という。）に規定する優先出資証券及び優先出資引受権証書
四 資産の流動化に関する法律 （平成十年法律第百五号。以下「資産流動化法」という。）に規定する優先出資証券（特定目的会社による特定資産の流動化に関する法律 等の一部を改正する法律（平成十二年法律第九十七号）附則第二条第一項 の規定によりなおその効力を有するものとされる同法第一条 の規定による改正前の特定目的会社による特定資産の流動化に関する法律 （平成十年法律第百五号。以下「旧資産流動化法」という。）に規定する優先出資証券を含む。以下同じ。）、新優先出資引受権証券、転換特定社債券及び新優先出資引受権付特定社債券
五 次に掲げる有価証券のうち、前各号に掲げる有価証券をもつて償還されるもの
イ社債券
ロ投資信託法 に規定する投資法人債券
ハ保険業法 （平成七年法律第百五号）第六十一条第一項 の規定による相互会社の社債券
ニ資産流動化法 に規定する特定社債券（旧資産流動化法 に規定する特定社債券を含む。）
ホその他特別の法律により法人の発行する債券
六 外国又は外国法人の発行する債券で新株予約権付社債券及び前号（ニに掲げるものを除く。）に掲げるものの性質を有するもの
実際に証券保管振替機構が取り扱っていた株券等は、上場株券、転換社債券、転換社債型新株予約権付社債券、株価指数連動型投資信託受益証券（ETF）、投資証券（REIT等）、協同組織金融機関の優先出資証券である。さらに還流制限全廃で、海外機関投資家の売り浴びせるユーロ円債が日本の機関投資家に大量消化されていった。

### 参加者・顧客
同法にいう参加者とは、保管振替機関が株券等の保管及び振替を行うための口座を開設した者をいった（6条）。具体的には、証券会社、銀行、信託銀行、保険会社、証券金融会社、証券取引所などである。
証券保管振替機構の参加者数は、1991年以降、対象銘柄の拡大と共に大きく増えたが、2005年4月末現在で274社である。
参加者は、自己の保有する株券等を保管振替機関に預託することができ、また、その顧客が保有する株券等を預託することができる。それに対し、参加者に該当しない顧客は、参加者を通じてのみ、預託することができた。

### 口座の峻別
- 顧客口座簿とは、顧客から預託を受けた株券を保管振替機関に預託する参加者が、保管振替機関ごとに、その顧客のために開設し、備えなければならないものである（15条1項）。具体的な記載・記録事項については、15条2項参照。
- 参加口座簿とは、保管振替機関が作成し、備えなければならない口座の一つである（17条1項）。
  - 顧客口座簿・参加口座簿への記載・記録は、株券の占有や交付と同様の効力を有する（27条1項、2項）。
- 機関口座簿とは、保管振替機関が、自己のために株券の保管及び振替を行うための口座を開設した際に、作成し、これを備えることができる口座である。（17条の2第1項）。 18条、26条4項、23条及び25条も参照。

### 株主保護
預託の法律構成は民法上の混蔵寄託とされた。預託証券には事故補償が振替法25条で制度化されていた。
- 預託株券とは、参加者が保管振替機関に預託した株券のうち、顧客から預託を受けた株券のことをいった（14条）。
- 実質株主とは、預託株券の共有者のことである。保管振替機関は実質株主を会社へ通知し（31条）、会社は実質株主名簿を作成し、本店に備置かなければならなかった（32条）。